# 孙泰寅
孙泰寅（？—？），钱塘(今浙江杭州市)人，是一名清朝政治人物。
孙泰寅曾于1868年接替庆琛任福建永安县知县一职，1874由石鸣韶接任。